# ディフェンス・ディスティングシュドサービスメダル
ディフェンス・ディスティングシュド・サービス・メダル（Defense Distinguished Service Medal）は、アメリカ軍の将兵に授与される勲章。

## 概略

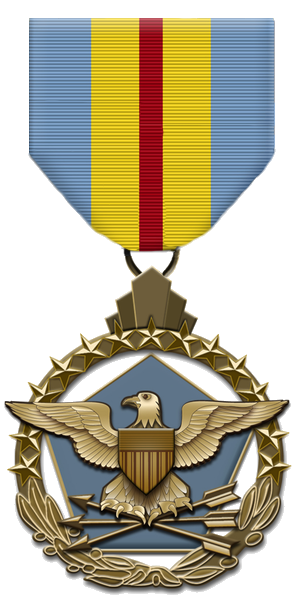
ディフェンス・ディスティングシュドサービスメダル。

国防総省勲章としては最上位であり、序列は最高勲章である名誉勲章及び各軍の十字章（殊勲十字章・海軍十字章・空軍十字章）の次である。1970年7月9日、リチャード・ニクソン大統領の大統領令11545号によって制定された。

## 主な受章者
- マイケル・マレン
- ノーマン・シュワルツコフ
- グレース・ホッパー
- チャールズ・R・ラーソン
- カール・エプティン・ムーンディ・Jr.
- アントニー・ジニー
- コリン・パウエル
- ガイ・フィリップ
- ジェームズ・マッティス
- ウイリアム・マクレイブン
- マイケル・フリン
- モニカ・メディナ(2013年)